# Grekland i Eurovision Song Contest 2014
Grekland deltog i Eurovision Song Contest 2014 i Köpenhamn i Danmark, och valde ut sitt tävlingsbidrag genom en nationell final. 
Där valdes "Rise Up" med Freaky Fortune feat. RiskyKidd.

## Eurosong 2014 – a MAD show
Liksom året innan använde man sig av den nationella finalen Eurosong 2014 – a MAD show. Endast skillnad var att 5 bidrag var med i finalen, året innan var det 4 bidrag. Bidragen presenterades den 11 februari.

## Bidragen
| Nr | Artist                         | Sång                                             | Poäng | Placering |
| -- | ------------------------------ | ------------------------------------------------ | ----- | --------- |
| 1  | Freaky Fortune feat. Riskykidd | "Rise Up"                                        | 36.83 | 1         |
| 2  | Mark Angelo feat. Josephine    | "Dancing Night"                                  | 13.01 | 4         |
| 3  | Crystallia                     | "Petalouda stin Athina" (Πεταλούδα στην Αθήνα)   | 22.07 | 3         |
| 4  | Kostas Martakis                | "Kanenas de me stamata" (Κανένας δεν με σταματά) | 28.09 | 2         |

## Under Eurovision
Grekland detog i semifinal två den 8 maj, och var lottade till att framträda i andra halvan av startfältet. Producenterna gav dem startnummer 13.
Landet avslöjades som en av de tio finalisterna i slutet av sändningen och deltog därmed i finalen den 10 maj. Där tilldelas man startnummer 10 och när rösterna räknats ihop hade Greklands bidrag fått 35 poäng, vilket placerade dem på tjugonde plats.
| 12 poäng  | 10 poäng                     | 8 poäng                            | 7 poäng    | 6 poäng                               |
| --------- | ---------------------------- | ---------------------------------- | ---------- | ------------------------------------- |
| - Belarus |                              | - Malta                            | - Rumänien | - Israel - Italien - Norge - Tyskland |
| 5 poäng   | 4 poäng                      | 3 poäng                            | 2 poäng    | 1 poäng                               |
|           | - Finland - Irland - Schweiz | - Georgien - Slovenien - Österrike |            | - Storbritannien - Polen              |

| 12 poäng | 10 poäng                             | 8 poäng   | 7 poäng                              | 6 poäng   |
| -------- | ------------------------------------ | --------- | ------------------------------------ | --------- |
|          |                                      |           | - Armenien                           | - Belarus |
| 5 poäng  | 4 poäng                              | 3 poäng   | 2 poäng                              | 1 poäng   |
|          | - Azerbajdzjan - Georgien - Ryssland | - Italien | - Albanien - Israel - Storbritannien | - Malta   |

### Poäng givna av Grekland
| 12 poäng | Österrike |
| 10 poäng | Rumänien  |
| 8 poäng  | Belarus   |
| 7 poäng  | Norge     |
| 6 poäng  | Israel    |
| 5 poäng  | Schweiz   |
| 4 poäng  | Finland   |
| 3 poäng  | Polen     |
| 2 poäng  | Irland    |
| 1 poäng  | Georgien  |

| 12 poäng | Österrike     |
| 10 poäng | Ryssland      |
| 8 poäng  | Nederländerna |
| 7 poäng  | Armenien      |
| 6 poäng  | Ungern        |
| 5 poäng  | Ukraina       |
| 4 poäng  | Schweiz       |
| 3 poäng  | Norge         |
| 2 poäng  | Sverige       |
| 1 poäng  | Polen         |